# Sarah Murcia

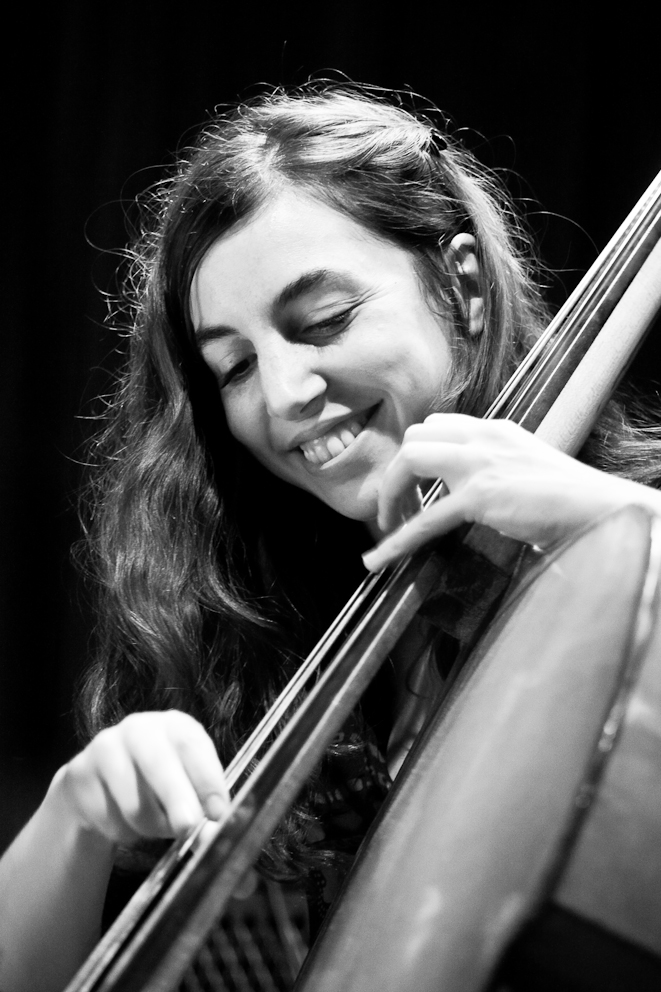
Sarah Murcia (2008)

Sarah Murcia (* 1976) ist eine französische Kontrabassistin, die vor allem im Jazz und als Komponistin von Filmmusiken hervorgetreten ist.

## Leben und Wirken
Murcia erhielt zunächst eine klassische Musikausbildung als Pianistin am Konservatorium von Boulogne, bevor sie zum Violoncello und dann zum Bass wechselte; sie wurde auf dem Kontrabass von Jean-François Jenny-Clark unterrichtet. Sie begleitete zunächst Künstler wie Charlélie Couture, Jeanne Balibar und Fania. Seit dem Jahr 2000 gehörte sie zum Magic Malik Orchestra. Im Jahr 2001 gründete sie ihre eigene Band Caroline mit Franck Vaillant, Gilles Coronado und Olivier Py. Sie verantwortete als musikalische Leiterin eine Produktion von Arte mit den Hits der 1970er Jahre und war mit der Sängerin Kamilya Jubran auf Tournee. Auch war sie Gründungsmitglied der Gruppe Las Ondas Marteles von Sébastien und Nicolas Martel, mit der sie zwei Alben einspielte, und nahm mit Steve Coleman (Weaving Symbolics, 2006), Tryo und Georges Moustaki auf. Sie arbeitete auch im Quartett von Louis Sclavis (mit Benjamin Moussay und Christophe Lavergne; Characters on a Wall, 2019). Daneben komponierte sie die Musik für mehrere Spielfilme.

## Diskografie
- J’aime tes genoux (2017), mit Noel Akchote
- Kamilya Jubran & Sarah Murcia: Nhaoul (Accords Croisés, 2013)
- Never Mind the Future (2016)

mit Caroline
- Caroline (Chief Inspector, 2004)
- Monaco (Label Bleu, 2008, mit Gilles Coronado, Olivier Py, Franck Vaillant, sowie Airelle Besson und Vic Moan)
- Garden parti-Caroline, Yes! (Zig-Zag territoires, 2011)

als Sidewoman
- Fred Poulet: Hollywood Baby (Label Bleu, 2003)
- Jacques Higelin: Amor Doloroso (EMI, 2006)
- Jaime Torres, Minino Garay, Magic Malik: Altiplano (Accords croisés, 2008)

## Filmografie
- 2001: L’homme des foules von John Lvoff
- 2005: L’Œil de l’autre von John Lvoff
- 2009: L’enfance du mal von Olivier Coussemacq
- 2010: Gainsbourg – Der Mann, der die Frauen liebte von Joann Sfar